# Abedus parkeri
Abedus parkeri är en insektsart som beskrevs av Menke 1966. Abedus parkeri ingår i släktet Abedus och familjen Belostomatidae. Inga underarter finns listade i Catalogue of Life.